# Van der Beken Pasteel
Van der Beken Pasteel was een Nederlandse en is een Belgische familie die tot de Nederlandse adel en Belgische adel behoort.

## Geschiedenis
De bewezen stamreeks begint met Eustache van der Beken genaamd Pasteel, heer van Speelhoven (1588-1659) die raad en secretaris van Aarschot was. Zijn nakomelingen bleven generaties en eeuwenlang bestuurders van Aarschot. In 1822 werd een afstammeling, mr. Jacob Joseph van der Beken Pasteel (1758-1824) verheven in de Nederlandse adel. Zijn zoon François (1795-1858) kreeg afstammelingen in België en sindsdien maakt nageslacht deel uit van de Belgische adel. Anno 2017 waren er nog 12 mannelijke telgen in leven, de laatste geboren in 2015.

## Enkele telgen
Eustache van der Beken genaamd Pasteel, heer van Speelhoven (1588-1659), raad en secretaris van Aarschot
- Eustache van der Beken genaamd Pasteel, heer van Speelhoven (1614-?), raad en secretaris van Aarschot
  - Eustache van der Beken genaamd Pasteel, heer van Speelhoven (1641-?), raad en secretaris van Aarschot
    - Jacques Charles van der Beken gezegd Pasteel (1699-1773)
      - Aarnout Joseph van der Beken gezegd Pasteel (1728-?), raad en secretaris van Aarschot
        - jhr. mr. Jacques Joseph van der Beken Pasteel (1758-1824), raad en secretaris van Aarschot
          - jhr. Joseph Marie Emmanuel Arnold van der Beken Pasteel (1787-1875), keizerlijk procureur, advocaat
          - jhr. mr. Michael Alexander Joseph van der Beken Pasteel, heer van Aalst (door koop 1823-) (1789-1864), lid van de Eerste Kamer
          - jkvr. Petronella Anne Jeanne van der Beken Pasteel (1790-1861); trouwde in 1812 met Jean Justin Lambert de Rijckman (1790-1858), burgemeester van Sint-Joris-Winge
          - jhr. Pierre Joseph François Jean van der Beken Pasteel (1795-1858), advocaat, burgemeester van Oud-Turnhout; zijn nageslacht behoort tot de Belgische adel
            - jhr. Adrien van der Beken Pasteel (1841-1916)
              - jhr. Albert van der Beken Pasteel (1872-1951)
                - jhr. Maxime van der Beken Pasteel (1904-1940)
                  - jkvr. Mireille van der Beken Pasteel (1934-1968); trouwde in 1956 met jhr. Thierry Robyns de Schneidauer (1929-2024), kunstschilder, met name van dieren
                  - jhr. Guy van der Beken Pasteel (1938), chef de famille

            - Clara van der Beken Pasteel (1844-1903); trouwde met baron Oscar Jolly, generaal-majoor en senator

### Adellijke allianties
- Van den Berghe (1839), Kervyn (1870), Jolly (1871), Du Bois de Vroylande (1897), Borrekens (1920), Della Faille de Leverghem (1932), Robyns de Schneidauer (1956), Ruffo de Bonneval de La Fare des comtes de Sinopoli de Calabre (1968), Kervyn de Meerendré (1971), Le Grelle (1981), Van Caloen (1982 en 1987), De Theux de Meylandt et Montjardin (1986), Dessain (1993), D'Orjo de Marchovelette (2010), Siraut (2011), Dumont de Chassart (2012), Van Havre (2014)